# Cyworld
Cyworld — южнокорейская социальная сеть

## История
В 2003 году сеть была куплена компанией SK Communications.
В ноябре 2011 года был запущена международная версия сети с интерфейсом на семи языках включая английский. Как часть маркетинговой стратегии была предпринята попытка воспользоваться Корейской волной, поэтому сайт размещал множество материалов о корейских поп-исполнителях, актёрах и других звёздах и интервью с ними.
На пике популярности число пользователей социальной сети достигало 35 миллионов при населении Южной Кореи немногим более 47 миллионов.
В апреле 2014 года компания Cyworld опять стала независимой
Произошло это после того, как из-за падения популярности сети, большинство пользователей которой перешли на Facebook, Twitter и Instagram, владелец сети компания SK Communications решила сосредоточиться на других проектах. В январе 2014 года было объявлено, что глобальная версия сайта будет отключена в феврале, корейскую же планируется сохранить, и что компания Cyworld планирует выкупиться из SK Communications и стать независимой.